# Přídatné pohlavní žlázy
Přídatné pohlavní žlázy je termín, kterým se označují další žlázy související se samčím reprodukčním traktem u savců kromě varlat (primárním pohlavním orgánem) a nadvarlat (který se spolu s chámovodem, penisem a močovou trubicí řadí mezi sekundární pohlavní orgány), tedy:
- semenné váčky
- prostata
- Cowperovy (bulbourethrální) žlázy

## Funkce
Sekundární pohlavní žlázy se svými sekrety podílí na vytváření ejakulátu. Jejich sekrety obsahují různé proteiny, které se vážou na plasmatickou membránu spermii a ovlivňují tak její vazebné schopnosti (viz oviduktální reservoár). Také obsahují různé živiny, enzymy chránící před oxidačním stresem (katalasa, peroxidasy, superoxiddismutasa,...), proteasy (prostatický specifický antigen PSA), ...
Největší objemový podíl na ejakulátu mají semenné váčky (40–60%) uplatnění dalších žláz je pak druhově závislé. U člověka jsou na druhém místě sekrety prostaty, u kance zas sekrety Cowperových žláz.

## Regulace a původ
- Sekundární pohlavní žlázy jsou řízeny testosteronem, který je v nich přeměněn enzymem 5α-reduktasa na dihydrotestosteron (DHT), který přímo ovlivňuje v komplexu se svým receptorem transkripci a tím umožňuje funkci a rozvoj těchto žláz.
- Embryonálně se zakládají z Wolffova vývodu pod vlivem sekrece testosteronu.

dihydrotestosteron